# Doktor No (powieść)
Doktor No – powieść Iana Fleminga o przygodach agenta 007 – Jamesa Bonda. Została napisana w 1957 roku i jest szóstą z kolei w serii powieści o Bondzie.

## Wydania polskie
- 1989, wyd. GiG, przekł. Hieronim Mistrzycki
- 2008, wyd. PW Rzeczpospolita, przekł. Robert Stiller